# Need for Speed: Undercover
Need for Speed: Undercover je dvanáctým pokračováním závodní série Need for Speed, jejímž vydavatelem je Electronic Arts. Hra, která vyšla v listopadu 2008, byla vyvíjena v kanadském EA Black Box pro platformy Microsoft Windows, PlayStation 2, PlayStation 3, PlayStation Portable, Wii, Xbox 360, Nintendo DS a mobilní telefony. V dubnu 2009 byla vydána i pro iOS.

## Engine hry
Tvůrci hry se poučili z ProStreet, kde si hráči stěžovali na stereotypnost, a přidali do hry poutavý děj, který má hráče vtáhnout do hry a motivovat ho k plnění dalších misí. Engine hry Heroic driving engine je postaven na předchozím díle ProStreet a oproti minulé verzi v něm jsou auta snadněji ovladatelná a nemožná není ani jízda po dvou kolech nebo otočka o 360°.

## Policie
Na rozdíl od ProStreet, v Undercover se opět objevila policie, která byla naposledy v Carbonu. Hráč v Undercover může ovlivnit, jak moc chce přijít s muži zákona do konfliktu. Policisté mají k dispozici Nissany GTR, Fordy Mustangy GT, smyšlené vozy postavené na základě vozu Ford Crown Victoria (stejné jste mohli vidět například v Most Wanted) a nebo helikoptéry.

## Tuning
Součástí hry je i v tomto díle výkonnostní a vizuální tuning, který je realizovaný pomocí Autosculpt systému. Ten se poprvé objevil v dílu Carbon a v této úpravě umožňuje lepší úpravu detailů jednotlivých tuningových komponentů. Zdokonalený je i paint systém, s kterým lze nabarvit každou část auta jinou barvou.

## Herní svět
Hra se odehrává ve fiktivním světě Tri-City, kde se čas zastavil při východu slunce, na šesti hodinách ranních. Celý herní svět je od začátku otevřený a poměrně rozsáhlý a různorodý.

## Herní videosekvence
Nové Need for Speed láká také propracovaným příběhem pod taktovkou Josepha A. Hodgese, který je také autorem scénáře. Ten se opírá o film Kurýr. Hráči je udělena role policisty v utajení, jehož úkolem je proniknout, za použití jisté dávky řidičského umění, do zpočátku blíže nespecifikované mezinárodní organizace, která má co do činění se zákonem. V jednotlivých misích se stále více přibližuje ke konečnému zneškodnění tohoto spolku. Jediná osoba, která zná pravou identitu hlavního hrdiny je Chase Linh, kterou ztvárnila herečka Maggie Q. Při natáčení scén jsou užity hollywoodské metody a další role ztvárnili Christina Milianová (jako Carmen), Daniel D. Lee (v roli nájemného vraha Chau Wu Guarda), Heather Foxová (ta ztvárnila roli Rose), E.J. Carroll (v úloze strážný dálniční služby), Joshua Alba a Lawrence B. Adisa (coby Nickel).